# Zofia Lissa
 (juillet 2014).
Si vous disposez d'ouvrages ou d'articles de référence ou si vous connaissez des sites web de qualité traitant du thème abordé ici, merci de compléter l'article en donnant les références utiles à sa vérifiabilité et en les liant à la section « Notes et références ».
Zofia Lissa (Lemberg, 19 octobre 1908-Varsovie, 26 mars 1980), est une musicologue et universitaire polonaise.

## Biographie
Élève au conservatoire de Lviv, puis à l'Université John Casimir, elle obtient son doctorat en 1930, pour sa thèse sur l'harmonie dans l'œuvre d'Alexandre Scriabine. Enseignante, elle travaille également pour la radio de Lviv. En 1941 et 1942, elle enseigne la musique à Namangan, en Ouzbékistan, puis à Moscou, de 1943 à 1945, année durant laquelle elle est nommée attaché culturel à l'ambassade de Pologne à Moscou.
En 1947, elle est nommée au Ministère de la culture et des arts, au département de musique. Ses travaux, principalement consacrés à l'esthétique et à la philosophie de la musique, ont notamment porté sur le réalisme socialiste dans l'art, et sur l'analyse des œuvres musicales selon les principes du marxisme.
Elle enseigne à l'école de musique de l'université de Varsovie à partir de 1948, école qu'elle dirige de 1958 à 1975. De 1949 à 1954, elle assure la vice-présidence de l'Union des compositeurs polonais.
Organisatrice du premier congrès international consacré à l'œuvre de Frédéric Chopin, en 1960, elle a mis l'accent sur ses côtés innovants, en termes d'harmonie, de forme et de texture. Une partie de ses travaux ont porté sur la réception de Chopin, et, en particulier, sur son influence sur les compositeurs russes.
De nombreux auteurs font référence à ses travaux, et réutilisent des éléments terminologiques qui lui sont attribués.

## Publications
Zofia Lissa est l'auteur de nombreuses publications parmi lesquelles l'esthétique de la musique de film (Estetyka muzyki filmowej, PWM, Kraków 1964 ; référence de la publication allemande : Ästhetik der Filmmusik, Berlin, Henschelverlag, 1965) ouvrage dans lequel elle développe les douze fonctions que remplit la musique dans le film.